# 從天而降億萬顆星星
《從天而降億萬顆星星》是自2002年4月15日起至2002年6月24日，日本富士電視台於月九時段播出的電視連續劇，由明石家秋刀魚、木村拓哉雙主演。最高收視率為27.0%。2018年韓國tvN改編同部劇《從天而降的一億顆星》。

## 故事劇情
故事的開始是一個女大學生墜樓的案發現場，警方認定這是一椿偽裝自殺的殺人案件。堂島完三（明石家秋刀魚飾）是一位個性散漫卻對案件有著獨到見解的刑警，於是開始對周遭的關係人展開調查…另一方面完三的妹妹優子（深津繪里飾），則在一艘豪華郵輪上幫將在郵輪上過生日的好友美羽（井川はるか飾）打點服裝；美羽是財團之女，為父親所介紹的小開柏木追求所苦。生日宴會在郵輪上豪華的展開；片瀨涼（木村拓哉飾）是家法國餐廳的學徒，臨時受命外派到這場宴會中幫忙，目賭美羽被小開糾纏而出面排解卻險些引發衝突事件，幸而完三也在船上而化解了這場糾紛。美羽因此對涼一見鍾情…刑警堂島完三、實習廚師片瀨涼及堂島優子，三人的人生從此有了交集…失去的記憶與被火紋身的傷痕，廿五年前一時衝動下所造成的悲劇，沒想到會在廿五年後製造出另一起更沉痛的悲劇。

## 主要角色
| 演員         | 角色           | 介紹                         |
| 明石家秋刀魚 | 堂島完三（46） | 日出警署的刑警，優子的哥哥。 |
| 木村拓哉     | 片瀨涼（30）   | 法國料理餐廳的見習生。       |
| 深津繪里     | 堂島優子（28） | 完三的妹妹，雜誌社的編輯。   |
| 井川遙       | 西原美羽（25） | 西原財團社長的獨生女。       |
| 柴咲幸       | 宮下由紀（19） | 雪糕店的店員。               |
| 森下愛子     | 杉田琴子（43） | 完三的同事。                 |

## 音樂
- 主題歌：『Smile』Elvis Costello（ユニバーサル・ミュージック）

台灣於緯來日本台首播時此曲並無版權問題，與日本同樣正常播出，但多年後於其他頻道購入重播時，則因產生使用權問題改以其他配樂替代。
- 插曲：『見上げてごらん夜の星を』坂本九

## 各話資料
| 各話   | 播放日期      | 日語標題 | 中文標題             | 收視率 |
| ------ | ------------- | -------- | -------------------- | ------ |
| 第1話  | 2002年4月15日 |          | 相遇                 | 25.7%  |
| 第2話  | 2002年4月22日 |          | 壞胚子               | 23.5%  |
| 第3話  | 2002年4月29日 |          | 無法停止的情意       | 22.0%  |
| 第4話  | 2002年5月6日  |          | 悲傷的真相           | 24.1%  |
| 第5話  | 2002年5月13日 |          | 死亡之吻             | 22.3%  |
| 第6話  | 2002年5月20日 |          | 急速發展、殺人事件！ | 20.3%  |
| 第7話  | 2002年5月27日 |          | 美羽、她的愛與死     | 22.3%  |
| 第8話  | 2002年6月3日  |          | 逐漸明朗的過去       | 19.2%  |
| 第9話  | 2002年6月10日 |          | 二人結合的夜晚       | 19.6%  |
| 第10話 | 2002年6月17日 |          | 悲劇                 | 18.9%  |
| 最終話 | 2002年6月24日 |          | 命運                 | 27.0%  |

※平均收視率22.3%（收視率由Video Research在關東地區調查）

## 外部連結
緯來日本台《從天而降億萬顆星星》 （页面存档备份，存于）